# Шибалкин, Александр Степанович
Александр Степанович Шибалкин (род. 25 января 1960, Сагуны, Воронежская область) — государственный деятель, депутат Государственной думы четвёртого созыва.

## Биография
Образование высшее — окончил Московскую сельскохозяйственную академию имени К. А. Тимирязева, экономист-математик сельского хозяйства.

### Депутат госдумы
7 декабря 2003 года был избран депутатом Государственной Думы ФС РФ четвёртого созыва по общефедеральному списку избирательного объединения «Единая Россия». В Госдуме вошёл в состав фракции «Единая Россия». Занял пост заместителя председателя Комитета по собственности. Мандат получил 24 декабря в связи с отказом от мандатов идущих перед ним по списку президента Якутии Вячеслава Штырова и губернатора Хабаровского края Виктора Ишаева.